# Morcocytius
Morcocytius là một chi bướm đêm chỉ có một loài duy nhất, Morcocytius mortuorum, được tìm thấy ở Brasil, Ecuador, Peru và Bolivia.
Sải cánh dài 130–140 mm. Con trưởng thành bay vào tháng 10 và tháng 11 ở Peru. Chúng ăn mật nhiều loài hoa khác nhau.
Ấu trùng ăn Guatteria diospyroides, Annona purpurea, Annona reticulata, Xylopia frutescens và Annona glabra.